# Leptocéfalo

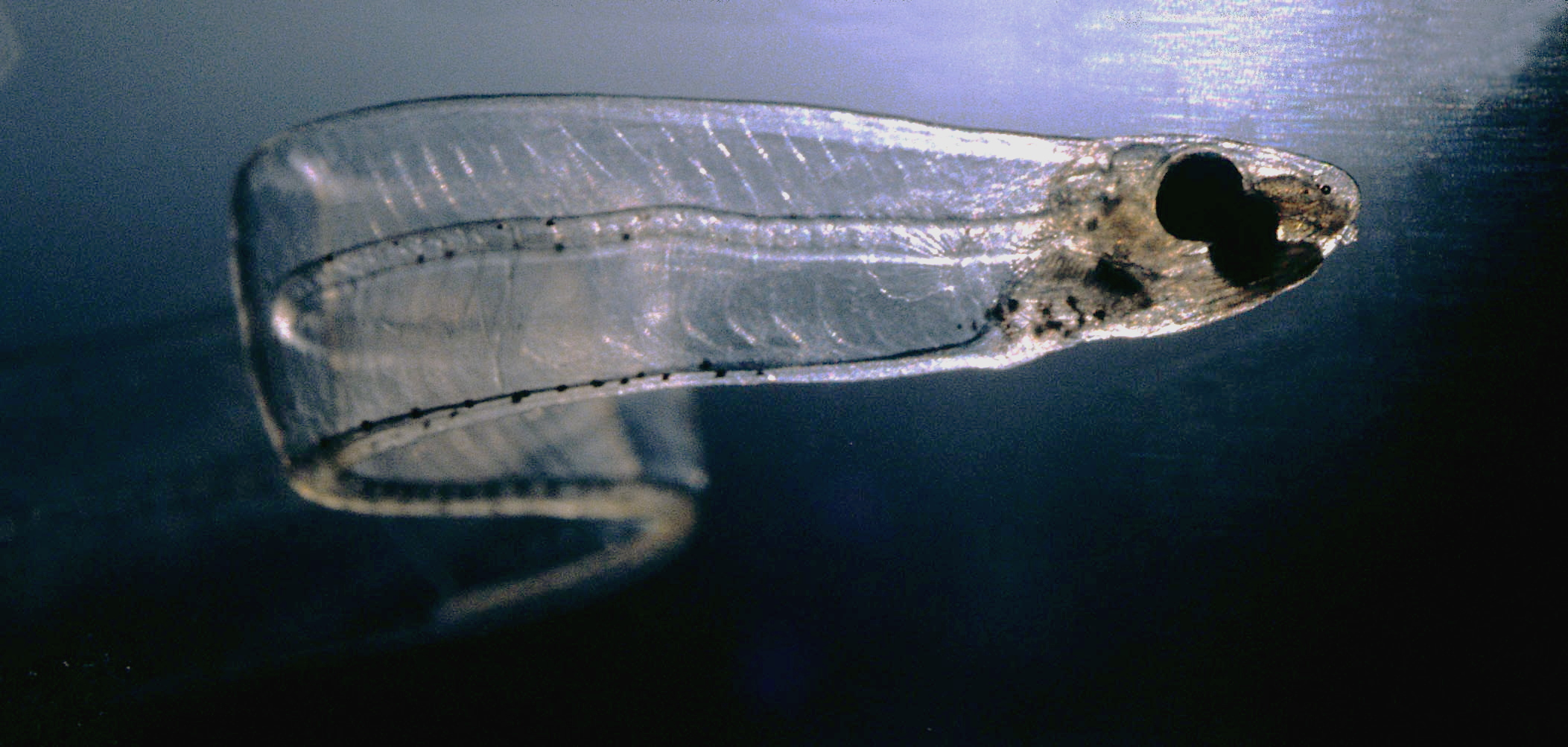
Larva leptocéfala

Los leptocefalos son la forma larvaria típica de los peces elopomorfos, especialmente de peces ápodos, como los anguiliformes (morenas, congrios y anguilas).
De naturaleza pelágica y planctónica, se caracterizan por permanecer en este estado larvario largo tiempo (más de un año) antes de sufrir la metamorfosis y convertirse en adultos jóvenes.

## Morfología
- Larvas muy planas dorsolateralmente.
- Cabeza muy pequeña con dentición potente, intestino recto que llega a tener una longitud del 50 al 90 % de la longitud del cuerpo.
- Pigmentación ausente o muy escasa, en general a modo de una hilera dorsolateral.
- Número de miómeros muy variable (100-119 en Anguillidae, 105-216 en Muraenidae y 106-242 en Congridae).